# 키스하마테레비
《키스하마테레비》(일본어: キス濱テレビ キスはまテレビ[*])는 2014년 4월 1일부터 2014년 9월 23일까지 TV 아사히 계열에서 방송된 버라이어티 프로그램이다.

## 개요
《키스하마러닝 3》에 계속되는 Kis-My-Ft2와 하마구치 마사루의 관 프로그램이다. 《키스하마러닝 3》를 끝으로 시간대만 옮겨 방영했다.
“TV에 출연하기 전에 TV를 만들어라”를 목표로 Kis-My-Ft2가 요이코·하마구치와 함께 AD가 되어, 스태프의 일을 맹렬하게 공부하는 내용이다.

## 출연자
- Kis-My-Ft2
- 하마구치 마사루 (요이코)